# Den AST (museo)
Den AST, noto in precedenza con il nome di  Museo del Brabante sudoccidentale (in olandese: Zuidwestbrabants Museum), è un museo regionale situato ad Halle, nella Provincia del Brabante Fiammingo, in Belgio. 

## Storia e descrizione
Il museo è stato inaugurato nel 1981 in un ex collegio gesuita del XVII secolo che lo ha ospitato fino al 2014. 
Dopo una chiusura di sei mesi il museo rinnovato è stato riaperto al pubblico sotto l'attuale denominazione e nell'ex stabilimento della malteria Van Roye, storico luogo adibito alla produzione del malto.

## Collezioni
Il museo conserva circa 20.000 oggetti ed è specializzato in archeologia, musica e storia locale.
Il museo rinnovato presenta installazioni multimediali. Per facilitarne la fruizione, espone solo una parte della collezione esposta in precedenza nell'antica sede, ma prevede di rinnovare le collezioni esposte e le mostre ogni quattro o cinque anni.

## Percorso museale
Il piano terra espone materiali che coprono ottocento anni di storia cittadina, in cui ha particolare rilievo il pellegrinaggio per la Vergine Maria. Il primo piano del museo è incentrato sulla cultura musicale della città e sul Carnevale. Un percorso didattico permette inoltre di visitare l'antica malteria.
La sezione etnografica espone materiale sul modo di vivere degli esseri umani nei tempi passati nella zona di Halle, Pajottenland, Senne e Soignes. All'interno del museo è stata ricostruita la casa di un operaio del XIX secolo. Il museo permette di approfondire le tecniche della tessitura, della ceramica, della cesteria, della forgiatura di metalli nobili, dell'arte pittorica, dell'arte del vetro, dell'agricoltura locale e di scoprire le tradizioni delle guardie cittadine e del pellegrinaggio.
Un'altra sezione è dedicata ai musicisti locali, come il famoso violoncellista Adrien-François Servais (1807-1866) e i vari membri della sua famiglia, tra cui i figli musicisti Franz e Joseph e la nipote Misia Sert. Den AST contiene anche una collezione relativa al tenore Ernest van Dyck e allo scultore franco-polacco Cyprien Godebski.